# 六疣側頸龜
六疣側頸龜（學名：Podocnemis sextuberculata，英語：Six-tubercled Amazon River Turtle或Six-tubercled River Turtle）又名六峰側頸龜，是南美側頸龜屬的一種龜。發現於巴西、哥倫比亞和秘魯。

## 分佈
六疣側頸龜主要分佈亞馬遜河流域的哥倫比亞東南部、巴西北部及秘魯東北部。

## 特徵
六疣側頸龜的背甲長度可達31.7厘米，在南美側頸龜屬中屬較少的一種，雌性體型大於雄性。甲殼呈雞蛋形，從上面看是呈圓頂形，顏色多為灰色、褐色。腹甲則為棕色、淡黃色或綠色。頭部的顏色是深褐色或青褐色。
幼龜的背甲邊緣會有鋒利的鋸齒，腹甲有結節狀突起。 上側的頭部和口鼻部淺會有黃色斑點，頭部的黃色斑點會隨著年齡增長而減退。

## 習性
六疣側頸龜棲息於河流。屬雜食性動物，會吃水草、魚、貝類。趨勢隨著年齡的增長對植物食品的需求變得更強。
以卵生形式繁殖，多會把蛋產在江岸和沙洲，在兩年內可產下7-22隻蛋。